# Zaurak
Zaurak (arab. „Boot“) ist der Name des Sterns γ (Gamma) Eridani. Zaurak hat eine scheinbare Helligkeit von +3,0 mag und gehört zur Spektralklasse M0.5IIICa-ICr-.
Zaurak ist ca. 203 Lichtjahre von der Erde entfernt (Hipparcos Datenbank).

## Sonstiges
Nach dem Stern Zaurak wurde weiterhin 1943 das US-amerikanische Kriegsschiff Hugh Young umbenannt. Das Schiff wurde 1946 außer Dienst gestellt und im Zweiten Weltkrieg mit dem Battle Star For Service ausgezeichnet.
Der Roman „Im Glanz der Sonne Zaurak (1983)“ von Michael Szameit zählt zu den in der ehemaligen DDR bekannteren Werken des Genres Science-Fiction.